# Me Naiset
Me Naiset (signifiant Nous les Femmes) est une publication féminine du groupe Sanoma Media Finland paraissant chaque vendredi.
Le directeur de rédaction est Johanna Lahti.

## Diffusion
L'évolution de la diffusion de Me Naiset est la suivante:
| Année | Diffusion | Réfs.  |
| ----- | --------- | ------ |
| 1952  | 25 000    | [ 3 ]  |
| 1958  | 36 000    | [ 3 ]  |
| 1961  | 70 000    | [ 3 ]  |
| 1962  | 120 000   | [ 3 ]  |
| 1973  | 180 000   | [ 3 ]  |
| 1978  | 133 000   | [ 3 ]  |
| 2004  | 124 485   | [ 3 ]  |
| 2007  | 134 000   | ,      |
| 2010  | 147 354   | [ 6 ]  |
| 2011  | 146 248   | ,      |
| 2012  | 138 594   | [ 9 ]  |
| 2013  | 119 631   | [ 10 ] |
| 2014  | 108 378   | [ 11 ] |